# Trincado
Se llama trincado a una embarcación de cabotaje menor, usada en las rías del Ferrol y de la Coruña y otros pueblos de las inmediaciones. 
Su proa y popa son de figura prácticamente igual con un pedazo de cubierta en cada una de estas partes y sus fondos de tingladillo. Tiene un solo palo muy a proa y muy caído a popa en el cual lleva una vela al tercio cuya relinga de caída del lado de la amura es más larga que la opuesta. En lugar de bolina usa una horquilla de madera para llevar la relinga hacia proa cuando ciñe el viento. También usa remos cuando hay calma.